# Maurice Muret (gynécologue)
Ne doit pas être confondu avec le critique littéraire Maurice Muret.
Pour les articles homonymes, voir Maurice Muret (homonymie) et Muret.
Maurice Muret, né le 24 mai 1863 à Vevey et mort le 11 avril 1954 à Lausanne, est un gynécologue-obstétricien suisse.
Il est professeur de gynécologie à l'Université de Lausanne de 1903 à 1926 et doyen de l'institution de 1924 à 1926.

## Biographie

### Origines et famille
Maurice Muret naît le 24 mai 1863 à Vevey. Il est originaire de Morges.
Le philologue Ernest Muret est son frère. Leur père, Jean-Édouard Muret, est médecin ; leur mère est née Sophie Ith. Leur grand-père est le conseiller d'État Jules Muret.
Il épouse en 1904 Clarisse Auberjonois, fille d'un agronome et sœur du peintre René Auberjonois, qui meurt en 1939. Le conseiller national André Muret est leur fils ; ils ont également une fille, Colette Muret, journaliste à la Gazette de Lausanne.

### Études et parcours professionnel
Il fait des études de médecine à Berlin, Strasbourg et Bâle, où il obtient un doctorat en 1886. Il se spécialise ensuite en gynécologie et obstétrique en Angleterre, à Vienne et en Russie.
Il s'établit en 1893 à Lausanne. Il est nommé la même année privat-docent à la faculté de médecine nouvellement fondée de l'Université de Lausanne. Il y est professeur extraordinaire de gynécologie de 1903 à sa retraite en 1926 et doyen de 1924 à 1926.

### Autres activités et mandats
Il développe une intense activité de propagandiste et de défenseur de diverses causes sociales (pour le suffrage féminin, pour la Société des Nations, pour l'aide aux mères célibataires).
Il préside l'Association des gynécologues et obstétriciens de langue française  de 1923 à 1927.
Il est un membre actif de la Ligue vaudoise contre le péril vénérien et de la Société vaudoise des sages-femmes.

### Mort
Il meurt le 11 avril 1954 à Lausanne, à l'âge de 90 ans, au terme d'une longue maladie.